# Kamil Piroš
Kamil Piroš (ur. 20 listopada 1978 w Moście) – czeski hokeista, reprezentant Czech.

## Kariera klubowa
- HC Litvínov U18, U20 (1993-1996)
- HC Litvínov (1996-1997)
- HC Vítkovice (1997-1998)
- HC Litvínov (1998-2001)
  -  HC Slovan Ústečtí Lvi (2000)
  -  SK HC Baník Most (2001)
- Chicago Wolves (2001-2004)
- Atlanta Thrashers (2001-2004)
- Florida Panthers (2004)
- San Antonio Rampage (2004)
- Chimik Woskriesiensk (2004-2005)
- Nieftiechimik Niżniekamsk (2005-2006)
- EV Zug (2006-2007)
- Kölner Haie (2007-2009)
- HV71 (2009)
- Ässät (2009)
- Timrå IK (2009-2010)
- HV71 (2010-2012)
- Awtomobilist Jekaterynburg (2012)
- HC Litvínov (2012-)

Wychowanek i zawodnik klubu HC Litvínov. Od sierpnia do 27 listopada 2012 roku zawodnik Awtomobilista Jekaterynburg.

## Sukcesy
Klubowe
- Puchar Caldera: 2002 z Chicago Wolves
- Srebrny medal mistrzostw Szwecji: 2009 z HV71
- Złoty medal mistrzostw Czech: 2015 z HC Litvínov

Indywidualne
- Mistrzostwa Świata Juniorów w Hokeju na Lodzie 1998:
  - Pierwsze miejsce w klasyfikacji asyst: 6